# 民衆の歌
「民衆の歌」（みんしゅうのうた）または「民衆の歌声が聞こえるか?」（みんしゅうのうたごえがきこえるか）（フランス語: A la volonté du peuple、英語: Do You Hear the People Sing?）は、ミュージカル「レ・ミゼラブル」の劇中歌である。劇中では民衆のリーダーの青年アンジョルラスを中心とする民衆たちが歌っている。
フランス七月王政打倒のため1832年に蜂起（六月暴動）したパリ市民が政府軍と衝突する場面で歌われる。
また、フランス国歌「ラ・マルセイエーズ」から歌詞の影響を受けている（市民革命の音楽）。

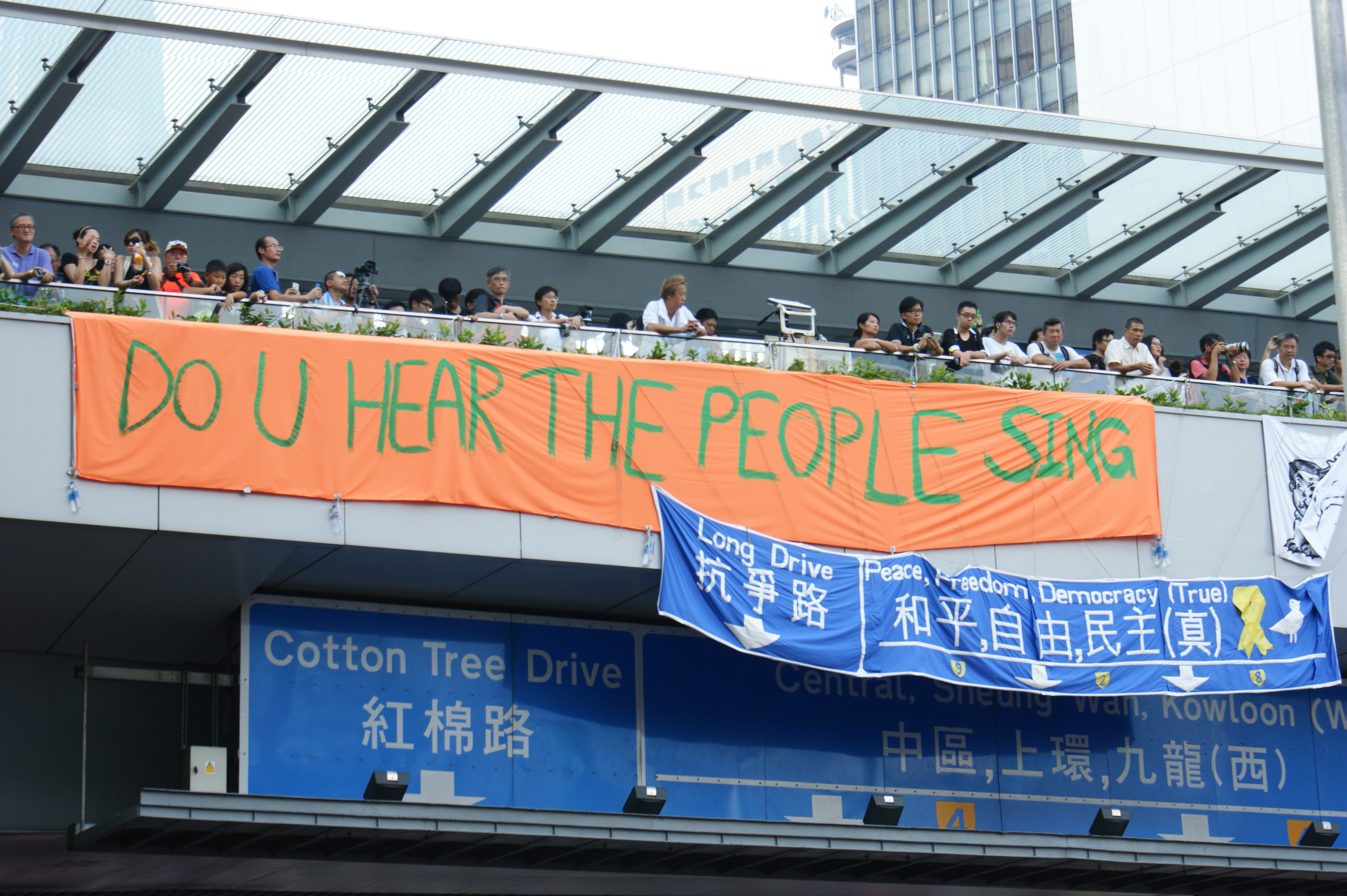
この歌は2014年香港反政府デモ（雨傘革命）でしばしば歌われた。2014年10月1日、香港・金鐘。

やがて民衆の歌は現実の社会運動でも取り上げられるようになり、2014年香港反政府デモ（雨傘革命）や2019年のイラクの反政府デモ、2019年-2020年香港民主化デモにてデモ参加者によって歌われ、日本でも安全保障関連法案反対運動にて歌われることがあった。
韓国では、2016年朴槿恵元大統領の弾劾デモで大学生やミュージカル俳優たちが中心になって歌われた。
この他、2013年の帝国劇場における演目とのコラボレーションをきっかけに、以降試合前の選手の鼓舞として横浜F・マリノスのサポーターによって歌われている。